# Oued Lilli
Pour les articles homonymes, voir Lilli (homonymie).
Oued Lilli est une commune de la wilaya de Tiaret en Algérie.

## Toponymie
Du tamazight ⴰⵍⵉⵍⵉ  [alili] Laurier,  rivière aux lauriers.

## Géographie

### Localisation
La commune d'Oued Lilli se situe au sud de la wilaya de Tiaret, à 20 km au nord du chef lieu, Tiaret.
| Sidi Ali Mellal | Tidda      | Sebt Meghila |
| Guertoufa       | Oued Lilli | Sidi Hosni   |
| Guertoufa       | Tiaret     | Dahmouni     |

### Localités de la commune
Lors du découpage administratif de 1984, la commune d'Oued Lilli est composée à partir des localités suivantes :
- Centre de Oued Lilli
- Torich
- Dar El Bosri

## Démographie
La population de la commune avoisine les 15 000 habitants. Plus de 98 pour cent réside au chef-lieu de la commune. Sa composante démographique est dominée par la tribu de Halouia Cheraga en nombre de familles.[réf. nécessaire]

## Économie
Oued Lili est une ville rurale agropastorale. 